# Риџмарк (Калифорнија)
Риџмарк (енгл. Ridgemark) насељено је место без административног статуса у америчкој савезној држави Калифорнија.

## Демографија
По попису из 2010. године број становника је 3.016, што је 275 (10,0%) становника више него 2000. године.
| Група             | 2000.         | 2010.         |
| Белци             | 2.253 (82,2%) | 2.203 (73,0%) |
| Афроамериканци    | 18 (0,7%)     | 23 (0,8%)     |
| Азијати           | 64 (2,3%)     | 105 (3,5%)    |
| Хиспаноамериканци | 333 (12,1%)   | 623 (20,7%)   |
| Укупно            | 2.741         | 3.016         |